# Sigma de la Corona Boreal
Sigma de la Corona Boreal (σ Coronae Borealis) és un sistema estel·lar en la constel·lació de la Corona Boreal. Mitjançant telescopi es pot resoldre en dos estels, denominats Sigma Coronae Borealis A i B, separats entre sí 7 segons d'arc.

## Sigma Coronae Borealis A
Sigma Coronae Borealis A (HD 146361 / HR 6063), l'estel primari, té magnitud +5,64 i és, al mateix temps, un binari espectroscòpic. Està format per dos estels de la seqüència principal de tipus F9V i G0V amb un període orbital de 1,14 dies. La separació entre ells és de només 0,028 ua, que equival a unes 6 vegades el radi solar.
L'estel de tipus F9 té una temperatura efectiva de 6000 K i una lluminositat un 17 % major que la del Sol. El seu radi és un 14 % més gran que el radi solar i la seva massa és de 1,11 masses solars. El seu acompanyant té una temperatura de 5900 K i és un poc més del 2 % més lluminosa que el Sol. Un 10 % més gran que el Sol, la seva massa és un 8 % major que la massa solar.
La proximitat entre aquests dos components ha forçat la ràpida rotació d'ambdós estels, amb períodes de 1,157 dies, gairebé sincronitzats amb el període orbital. Això produeix una gran activitat, i fa del sistema una variable RS Canum Venaticorum —semblant, per exemple, a ε Ursae Minoris— rebent el nom, quant a variable, de TZ Coronae Borealis.

## Sigma Coronae Borealis B
Sigma Coronae Borealis B (HD 146362 / HR 6064), és la component més tènue, amb magnitud aparent +6,42. És també un nan groc, encara que de tipus espectral G1V. Amb una temperatura de 5800 K de temperatura, la seva lluminositat equival al 85 % de la lluminositat solar. La seva massa és similar a la del nostre Sol.
Sigma Coronae Borealis B completa una òrbita al voltant del parell interior Sigma Coronae Borealis A cada 890 anys. L'òrbita és notablement excèntrica, i la separació varia entre A i B entre 31 i 225 ua. Des de Sigma Coronae Borealis B, les components de Sigma Coronae Borealis A se veurien separats en el cel entre 25 segons de l'arc i 3 minuts d'arc, cadascun d'ells amb una lluentor, en mitjana, 70 vegades major que el la Lluna plena.

## Situació del sistema
El sistema està situat a 71 anys llum del Sistema Solar, i l'estel conegut més proper a ell és HIP 79551 (GJ 9549), distant 3,7 anys llum. Aquest estel, també denominat Sigma Coronae Borealis C, sembla no estar gravitacionalment lligat al sistema.